# Francis S.P. Ng
Francis S.P. Ng ( 1940) es un botánico malayo. Ng fue director General Adjunto del Instituto de Investigación Forestal de Malasia.
- La abreviatura «Ng» se emplea para indicar a Francis S.P. Ng como autoridad en la descripción y clasificación científica de los vegetales.[3]